# Radiografisch Bestuurbare Bootjes
De Radiografisch bestuurbare bootjes is een voormalige attractie in de Efteling die bestond uit 24 kleurige plastic modelbootjes die ieder via een roer aan de kant van het water, na het inwerpen van een muntstuk, radiografisch bestuurd konden worden. De radiografisch bestuurbare bootjes werden geopend op 15 juni 1980 en bevonden zich toen op de Vonderplas. Later verhuisde de attractie naar Ruigrijk vlak naast restaurant De Lickebaerd.

## Geschiedenis
De attractie werd op 15 juni 1980 geopend aan de noordoostzijde van de Vonderplas en bestond uit een flink wateroppervlak met een decor dat bestond uit vuurtorens, boeien en vooral enkele eilandjes met in miniatuur huisjes en kastelen er op. 
Door de bouw van de Piraña in 1982 werd de Kanovijver verplaatst naar de toenmalige Roeivijver, die op zijn beurt verhuisde naar de Vonderplas. De radiografisch bestuurbare bootjes verhuisden zodoende nog geen twee jaar na opening naar het oosten van het park, vlak bij restaurant In den Spreeuwpot, de latere Likkebaerd. De miniatuurtjes verhuisden niet mee. Het decor van de attractie bestond toen uit een veel kleinere plas, met niet veel meer dan een vuurtoren van ongeveer 3 meter hoog, het Bootmanshuis (waar de haven van de bootjes zich achter bevond) en twee kleinere vuurtorens in het midden van de plas. In 1993 werden twee kleinere vuurtorens en een scheepswrak in het midden van de plas toegevoegd.
De attractie werd, na al enkele maanden buiten werking te zijn gesteld, uiteindelijk gesloten aan het eind van seizoen 2005. De vijver en de vuurtoren verdwenen eind januari 2009, toen aan de bouw van Station de Oost werd begonnen.